# Lypusidae
Famille
Synonymes
Amphisbatidae Spuler, 1910
Les Lypusidae sont une famille de lépidoptères (papillons) de la super-famille des Gelechioidea. 
Elle comporte environ 150 espèces, réparties dans les deux sous-familles suivantes :
- Lypusinae Herrich-Schäffer, 1857
- Chimabachinae Heinemann, 1870, considérée jusqu'en 2014 comme une famille à part entière, sous le nom de Chimabachidae[1].

L'ancienne famille des Amphisbatidae a récemment été mise en synonymie avec Lypusidae, mais une partie des genres qu'elle contenait ont été placés dans les Depressariidae.